# Stigmella fasciata
Stigmella fasciata là một loài bướm đêm thuộc họ Nepticulidae. Nó được tìm thấy ở Slovenia, Croatia, Hy Lạp và Thổ Nhĩ Kỳ.
Sải cánh dài 4.3–5 mm. Con trưởng thành bay từ tháng 6 đến tháng 9.
Ấu trùng ăn Quercus pubescens. Chúng ăn lá nơi chúng làm tổ. 